# Marechal da União Soviética

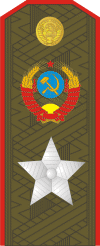
Dragonas de campo do marechal da União Soviética 1943.

Marechal da União Soviética (em russo:  Маршал Советского Союза, transl. Marshal Sovetskogo Soyuza) foi a maior patente militar de facto da União Soviética. Foi criada em 1935 e abolida em 1991. 
Quarenta e um militares tiveram esta patente enquanto ela foi efetiva. Alguns dos marechais da União Soviética foram heróis da Segunda Guerra Mundial como Gueorgui Júkov, Andrei Yeremenko, Konstantin Rokossovsky, Vassili Chuikov e o próprio Josef Stalin, o único possuidor da maior patente de jure, Generalíssimo da União Soviética, criada para ele e por ele recusada.